# Tesoro dei Beoti
Il Tesoro dei Beoti fu dedicato nel tardo periodo arcaico all'interno del santuario di Apollo a Delfi. È stato identificato a causa di alcuni materiali epigrafici.

## Descrizione
Verso l'estremità sud-occidentale della Via Sacra nel santuario di Apollo a Delfi si trovano le fondamenta di un tesoro che è identificato a quello dedicato della Beozia. Pausania non menziona questo particolare edificio, quindi è possibile che sia stato distrutto dal suo tempo. Le parti architettoniche ancora esistenti indicano che si trattava di un edificio dorico in pietra calcarea su cui sono conservate le iscrizioni con stile di scrittura beota del periodo tardo arcaico. Secondo queste iscrizioni, l'edificio è datato al 525 a.C.